# Daniel Newman (acteur britannique)
Pour les articles homonymes, voir Daniel Newman et Newman.
Pour l'acteur américain connu dans The Walking Dead, voir Daniel Newman (acteur américain).
Daniel Newman est un acteur britannique, né le 12 mai 1976 à York (Royaume-Uni). Il est élevé à Londres et se tourne très tôt vers une éducation théâtrale, suivant les cours des Corona Stage School et Ravenscourt Theatre School. Son premier rôle au cinéma est celui du jeune Wulf dans Robin des Bois, prince des voleurs aux côtés de Kevin Costner. Il se marie en février 1997 et divorce au mois d’août de la même année. Il est le père de deux filles : Isobel Autumn et Jessica Lauren. Pratiquant d’arts martiaux, c’est aussi un grand amateur de surf.

## Filmographie

### Télévision
- 1985 : Valentine Park (série télévisée) : Bodie
- 1990 : Hands of a Murderer (TV) : Wiggins
- 1992 : The Borrowers (série télévisée) : Spiller
- 1993 : Bonjour la Classe (série télévisée) : Hugo Botney
- 1993 : 15: The Life and Death of Philip Knight (TV) : Philip Knight
- 1993 : The Return of the Borrowers (TV) : Spiller
- 1994 : Jacob (TV) : Reuben (age 14)
- 1994 : The Return of the Native (TV) : Mummer
- 1995 : The Whipping Boy (TV) : Smudger
- 1997 : La Part du diable (Touching Evil) (feuilleton TV) : Vince Wilson
- 1998 : The Lily Savage Show (série télévisée) : Jason Savage
- 1998 : Écrit dans le sang (Written in Blood), 2e épisode de la série télévisée Inspecteur Barnaby – Rôle : Tom Carter
- 1998 : Shot Through the Heart (TV) : Sasa
- 1999 : Junk (TV) : Tar Lawson
- 1999 : Daylight Robbery (feuilleton TV) : Jason Murphy
- 2005 : To the Ends of the Earth (feuilleton TV) : Gibbs

### Cinéma
- 1991 : Robin des Bois, prince des voleurs : Wulf
- 1992 : Dracula : News Hawker
- 1994 : Shopping : Monkey
- 1994 : Before the Rain : Ian
- 1998 : Absolutely Fabulous: Absolutely Not! (vidéo) : Saffy's Son
- 1998 : Speak Like a Child : Billy, Age 14
- 2000 : Cereal Killer : Billy Baxter
- 2001 : Endgame : Tom
- 2005 : Breakdown : Kevin